# Toshihide Masukawa

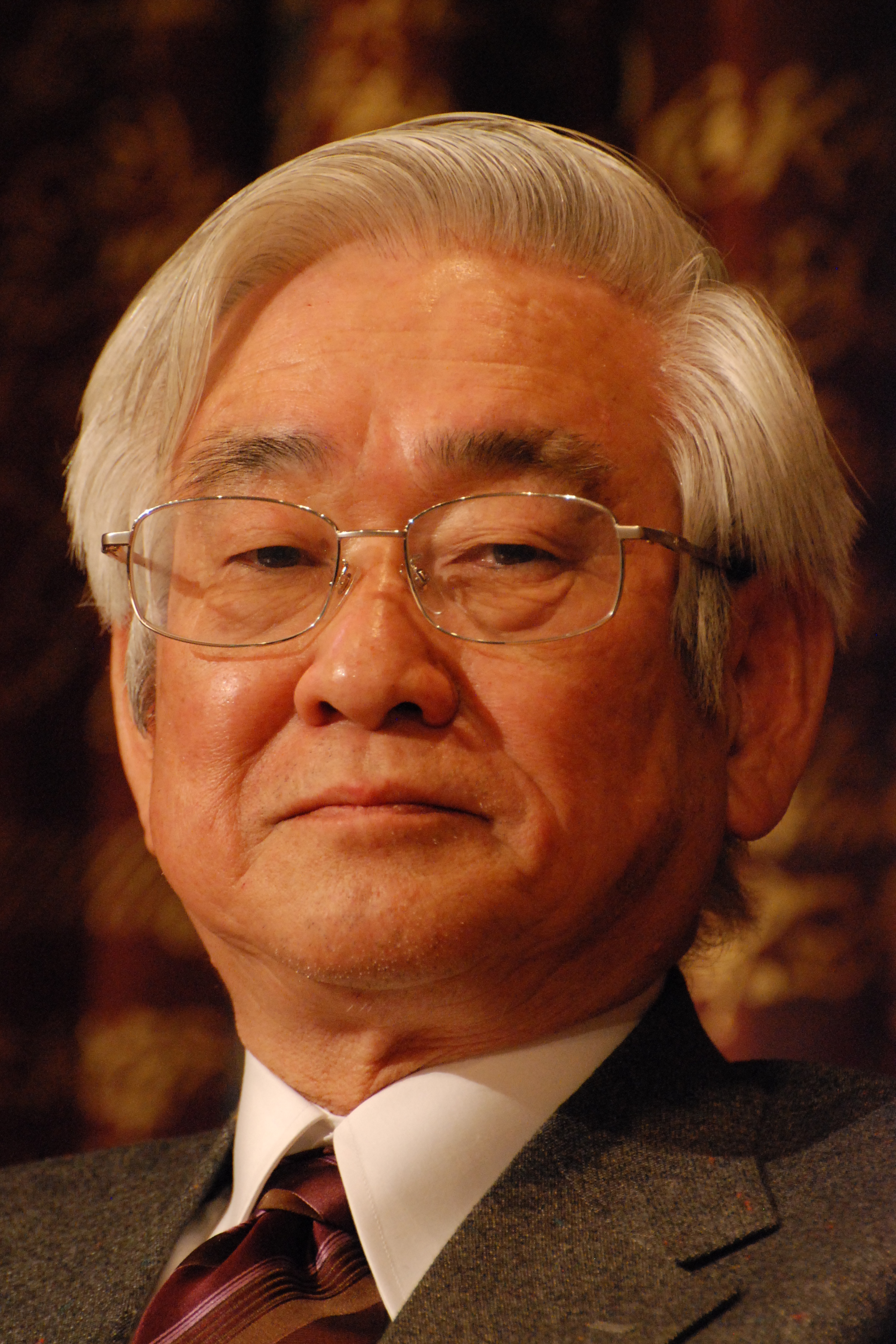
Toshihide Masukawa (2008)

Toshihide Masukawa (japanisch 益川 敏英, Masukawa Toshihide; manchmal auch Maskawa romanisiert; * 7. Februar 1940 in Nagoya, Präfektur Aichi; † 23. Juli 2021 in Kyoto) war ein japanischer Physiker, der durch seine Arbeiten an der CP-Verletzung bekannt wurde. Er erhielt im Jahr 2008 den Nobelpreis für Physik.

## Leben und Werk
1962 erwarb Masukawa seinen Studienabschluss an der Universität Nagoya, 1967 den Doktorgrad. Anschließend war er dort Assistent, ab 1970 an der Universität Kyōto. 1976 wechselte er für eine Assistenzprofessur an das Institut für Nuklearforschung der Universität Tokyo. Ab 1980 war er Professor am Yukawa-Institut für Theoretische Physik der Universität Kyōto, das er von 1997 bis 1999 leitete. Seit 2003 lehrte Masukawa an der Sangyō-Universität Kyōto.
Sein Artikel CP Violation in the Renormalizable Theory of Weak Interaction, den er zusammen mit Makoto Kobayashi 1973 schrieb, ist der am neunthäufigsten zitierte Artikel auf INSPIRE-HEP (Stand 2021). Die CKM-Matrix (manchmal auch nur nach Kobayashi und Masukawa benannt), die im Standardmodell der Teilchenphysik die Mischung von Massen-Eigenzuständen und Eigenzuständen der schwachen Wechselwirkung beschreibt, war das Ergebnis dieser Arbeit. Sie sagte drei Quarkgenerationen voraus und hatte die CP-Verletzung als Konsequenz, die somit ins Standardmodell eingeordnet werden konnte. Das Modell von Kobayashi und Masukawa war von der Schule von Sakata beeinflusst, der beide als Studenten in Nagoya angehörten.
1995 wurde mit dem Top-Quark das sechste Quark vom Experiment CDF am Fermilab entdeckt und 2001 bestätigten das KEK und das SLAC die CP-Verletzung beim Zerfall von B-Mesonen mit den Experimenten Belle (KEKB) und BaBar (PEP-II).
Masukawa war mit Akiko Masukawa verheiratet. Aus der Ehe gingen zwei Söhne hervor. Er starb am 23. Juli 2021 im Alter von 81 Jahren an einer Krebserkrankung.

## Auszeichnungen
- 1985 Sakurai-Preis
- 2001 Ernennung zum Bunka Kōrōsha, zur Person mit besonderen kulturellen Verdiensten
- 2007 High Energy and Particle Physics Prize der European Physical Society
- 2008 Nobelpreis für Physik, gemeinsam mit Makoto Kobayashi und Yōichirō Nambu
- 2008 Kulturorden